# アレッシオ・ボジャット
アレッシオ・ボジャット（Alessio Boggiatto, 1981年1月18日 - ）は、イタリア・ピエモンテ州トリノ県モンカリエーリ出身の元男子競泳選手。個人メドレーを専門としていた元イタリア記録保持者で、2001年福岡世界選手権400m個人メドレーの金メダリスト。世界選手権、ヨーロッパ選手権、ヨーロッパ短水路選手権といった主要国際大会で金メダルを獲得したが、オリンピックでは3大会連続4位とメダルにあと一歩届かなかった選手である。妹のキアラ・ボジャットも国際レベルの競泳選手。

## 経歴
水泳は5歳の時に始めた。

### 2000年オリンピック
2000年9月、シドニーで開催されたオリンピックに出場。400m個人メドレーの予選を全体1位（4分14秒26）で突破するも決勝はタイムを落とし（4分15秒93）、トム・ドーラン（4分11秒76＝世界新記録）、エリック・ベント（4分14秒23）、カーティス・ミーデン（4分15秒33）に次ぐ4位でメダルに0秒60届かなかった。

### 2001年世界選手権
2001年7月、福岡で開催された世界選手権に出場。400m個人メドレー決勝で4分13秒15のイタリア新記録を樹立し、シドニーオリンピック同種目銀メダリストのエリック・ベント（4分15秒36）、シドニーオリンピック200m個人メドレー銅メダリストのトム・ウィルケンズ（4分15秒94）を抑えて金メダルを獲得した。

### 2001年ヨーロッパ短水路選手権
2001年12月、アントウェルペンで開催されたヨーロッパ短水路選手権に出場。200m個人メドレーで銅メダルを獲得し、400m個人メドレーでは大会新記録及び短水路イタリア新記録で連覇を飾った。この時の4分06秒99の短水路イタリア記録は、2003年12月にマッシミリアーノ・ロソリーノが4分06秒59に更新した。

### 2002年ヨーロッパ選手権
2002年7-8月、ベルリンで開催されたヨーロッパ選手権に出場。200m個人メドレーでは0秒53差で優勝を逃し銀メダルに終わったが、400m個人メドレーでは2位に4秒14の差をつける4分13秒19の大会新記録で優勝を飾った。

### 2004年ワールドカップ
2004年1月、ベルリンで開催されたワールドカップ・第5戦に出場すると、400m個人メドレーでマッシミリアーノ・ロソリーノの持つ短水路イタリア記録（4分06秒59）を更新する4分06秒37をマークした。

### 2004年セッテコリ杯
2004年6月、ローマで開催されたセッテコリ杯の400m個人メドレーで4分12秒51をマークし、自身のイタリア記録（4分13秒15）を3年ぶりに更新した。

### 2004年オリンピック
2004年8月、アテネで開催されたオリンピックに出場。400m個人メドレーで2大会連続の決勝進出を果たし、決勝では6月に樹立したイタリア記録を0秒23更新する4分12秒28をマークしたが、マイケル・フェルプス（4分08秒26＝世界新記録）、エリック・ベント（4分11秒81）、チェ・ラースロー（4分12秒15）に次ぐ4位に終わり、0秒13差でメダルを逃した。

### 2005年世界選手権
2005年7月、モントリオールで開催された世界選手権に出場。200m個人メドレーでは2大会ぶりの決勝に進出するも、マイケル・フェルプス（1分56秒68）、チェ・ラースロー（1分57秒61）、ライアン・ロクテ（1分57秒79）に次ぐ4位に終わり、2秒49差でメダルを逃した。400m個人メドレーでは3大会連続の決勝進出を果たすも、チェ・ラースロー（4分09秒63）、ルカ・マリン（4分11秒67）、ウサマ・メルーリ（4分13秒47）に次ぐ4位に終わり、わずか0秒01差で2大会ぶりのメダルを逃した。

### 2005年イタリア短水路選手権
2005年11月、イタリア短水路選手権の200mバタフライで1分55秒46、200m個人メドレーで1分55秒55と2種目で短水路イタリア新記録を樹立。200mバタフライは2001年にクリスチャン・ガレンダが樹立した1分55秒50、200m個人メドレーは2003年にマッシミリアーノ・ロソリーノが樹立した1分56秒37をそれぞれ更新した。

### 2008年オリンピック
2008年8月、北京で開催されたオリンピックに出場。200m個人メドレーは予選で1分58秒80をマークし、マッシミリアーノ・ロソリーノの持つイタリア記録（1分58秒98）を8年ぶりに更新して全体7位で準決勝に進出したが、準決勝は1分59秒77とタイムを落として全体12位に終わり、0秒34差で決勝進出を逃した。400m個人メドレーでは予選を全体6位の4分10秒68で突破し、アテネオリンピックでマークした自己ベストを4年ぶりに更新して3大会連続となる決勝に進出したが、決勝ではマイケル・フェルプス（4分03秒84＝世界新記録）、チェ・ラースロー（4分06秒16＝ヨーロッパ新記録）、ライアン・ロクテ（4分08秒09）に次ぐ4位に終わり、4秒07差でメダルを逃した。

### 2009年世界選手権
2009年7-8月、ローマで開催された世界選手権に出場。200m個人メドレーでは準決勝で1分58秒33をマークし、北京オリンピックで樹立したイタリア記録を0秒47更新するも決勝進出に0秒22及ばなかった。この時の記録は11年間イタリア記録として残ったが、2020年にアルベルト・ラツェッティが1分58秒09に更新した。

### 現役引退
2011年8月、イタリア夏季選手権を最後に現役生活を終えた。

## 家族
妹のキアラ・ボジャットは平泳ぎを専門としていた元競泳選手。アレッシオ同様多くの国際大会でイタリアを代表した選手で、オリンピック、世界選手権、世界短水路選手権といった主要世界大会ではメダルを獲得することはできなかったが、ヨーロッパ選手権とヨーロッパ短水路選手権ではメダルを獲得し、地中海競技大会とユニバーシアードでは金メダルを獲得した。

## 主要国際大会の成績
世界水泳連盟のウェブサイトなど参照
| 年           | 大会                   | 場所               | 種目                | 結果         | 記録         | 泳順         | 備考                   |
| イタリア代表 | イタリア代表           | イタリア代表       | イタリア代表        | イタリア代表 | イタリア代表 | イタリア代表 | イタリア代表           |
| ------------ | ---------------------- | ------------------ | ------------------- | ------------ | ------------ | ------------ | ---------------------- |
| 1999         | ヨーロッパ選手権       | イスタンブール     | 400m個人メドレー    | 4位          | 4分19秒84    |              |                        |
| 1999         | ヨーロッパ短水路選手権 | リスボン           | 1500m自由形         | 6位          | 15分15秒05   |              |                        |
| 1999         | ヨーロッパ短水路選手権 | リスボン           | 400m個人メドレー    | 8位          | 4分19秒48    |              |                        |
| 2000         | ヨーロッパ選手権       | ヘルシンキ         | 400m個人メドレー    | 5位          | 4分22秒61    |              |                        |
| 2000         | オリンピック           | シドニー           | 400m個人メドレー    | 4位          | 4分15秒93    |              |                        |
| 2000         | ヨーロッパ短水路選手権 | バレンシア         | 200mバタフライ      | 予選13位     | 2分00秒79    |              |                        |
| 2000         | ヨーロッパ短水路選手権 | バレンシア         | 400m個人メドレー    | 金メダル     | 4分10秒61    |              |                        |
| 2000         | ヨーロッパ短水路選手権 | バレンシア         | 4x50mメドレーリレー | 予選9位      | 1分40秒70    | 3泳          |                        |
| 2001         | 地中海競技大会         | チュニス           | 400m個人メドレー    | 5位          | 4分30秒69    |              |                        |
| 2001         | 世界選手権             | 福岡               | 200mバタフライ      | 予選17位     | 2分01秒32    |              |                        |
| 2001         | 世界選手権             | 福岡               | 200m個人メドレー    | 7位          | 2分01秒76    |              |                        |
| 2001         | 世界選手権             | 福岡               | 400m個人メドレー    | 金メダル     | 4分13秒15    |              | イタリア記録           |
| 2001         | ヨーロッパ短水路選手権 | アントウェルペン   | 1500m自由形         | 15位         | 16分34秒49   |              |                        |
| 2001         | ヨーロッパ短水路選手権 | アントウェルペン   | 200m個人メドレー    | 銅メダル     | 1分57秒52    |              |                        |
| 2001         | ヨーロッパ短水路選手権 | アントウェルペン   | 400m個人メドレー    | 金メダル     | 4分06秒99    |              | 大会記録、イタリア記録 |
| 2002         | ヨーロッパ選手権       | ベルリン           | 200m個人メドレー    | 銀メダル     | 1分59秒83    |              |                        |
| 2002         | ヨーロッパ選手権       | ベルリン           | 400m個人メドレー    | 金メダル     | 4分13秒19    |              | 大会記録               |
| 2002         | ヨーロッパ短水路選手権 | リーザ             | 200m個人メドレー    | 5位          | 1分58秒06    |              |                        |
| 2002         | ヨーロッパ短水路選手権 | リーザ             | 400m個人メドレー    | 金メダル     | 4分07秒44    |              |                        |
| 2003         | 世界選手権             | バルセロナ         | 200m個人メドレー    | 予選17位     | 2分02秒66    |              |                        |
| 2003         | 世界選手権             | バルセロナ         | 400m個人メドレー    | 8位          | 4分21秒23    |              |                        |
| 2003         | 世界選手権             | バルセロナ         | 4x200mフリーリレー  | 予選3位      | 7分19秒61    | 2泳          | 予選のみ出場           |
| 2003         | ヨーロッパ短水路選手権 | ダブリン           | 200m平泳ぎ          | 予選20位     | 2分12秒13    |              |                        |
| 2003         | ヨーロッパ短水路選手権 | ダブリン           | 200mバタフライ      | 予選18位     | 1分58秒59    |              |                        |
| 2003         | ヨーロッパ短水路選手権 | ダブリン           | 200m個人メドレー    | 7位          | 1分58秒13    |              |                        |
| 2003         | ヨーロッパ短水路選手権 | ダブリン           | 400m個人メドレー    | 4位          | 4分07秒50    |              |                        |
| 2004         | ヨーロッパ選手権       | マドリード         | 200m個人メドレー    | 4位          | 2分00秒54    |              |                        |
| 2004         | ヨーロッパ選手権       | マドリード         | 400m個人メドレー    | 銅メダル     | 4分14秒32    |              |                        |
| 2004         | オリンピック           | アテネ             | 200m個人メドレー    | 準決勝10位   | 2分01秒27    |              |                        |
| 2004         | オリンピック           | アテネ             | 400m個人メドレー    | 4位          | 4分12秒28    |              | イタリア記録           |
| 2005         | 地中海競技大会         | アルメリア         | 200m個人メドレー    | 銀メダル     | 2分03秒99    |              |                        |
| 2005         | 地中海競技大会         | アルメリア         | 400m個人メドレー    | 4位          | 4分20秒48    |              |                        |
| 2005         | 世界選手権             | モントリオール     | 200m個人メドレー    | 4位          | 2分00秒28    |              |                        |
| 2005         | 世界選手権             | モントリオール     | 400m個人メドレー    | 4位          | 4分13秒48    |              |                        |
| 2005         | ヨーロッパ短水路選手権 | トリエステ         | 200mバタフライ      | 予選20位     | 1分57秒86    |              |                        |
| 2005         | ヨーロッパ短水路選手権 | トリエステ         | 200m個人メドレー    | 銅メダル     | 1分56秒11    |              |                        |
| 2005         | ヨーロッパ短水路選手権 | トリエステ         | 400m個人メドレー    | 銅メダル     | 4分06秒38    |              |                        |
| 2006         | ヨーロッパ選手権       | ブダペスト         | 200m個人メドレー    | 銀メダル     | 2分00秒14    |              |                        |
| 2006         | ヨーロッパ選手権       | ブダペスト         | 400m個人メドレー    | 銅メダル     | 4分16秒34    |              |                        |
| 2007         | 世界選手権             | メルボルン         | 200m個人メドレー    | 予選17位     | 2分02秒41    |              |                        |
| 2007         | 世界選手権             | メルボルン         | 400m個人メドレー    | 予選10位     | 4分18秒82    |              |                        |
| 2007         | ヨーロッパ短水路選手権 | デブレツェン       | 200m個人メドレー    | 6位          | 1分58秒24    |              |                        |
| 2007         | ヨーロッパ短水路選手権 | デブレツェン       | 400m個人メドレー    | 7位          | 4分09秒83    |              |                        |
| 2008         | ヨーロッパ選手権       | アイントホーフェン | 200m個人メドレー    | 4位          | 2分00秒55    |              |                        |
| 2008         | ヨーロッパ選手権       | アイントホーフェン | 400m個人メドレー    | 4位          | 4分17秒33    |              |                        |
| 2008         | オリンピック           | 北京               | 200m個人メドレー    | 準決勝12位   | 1分59秒77    |              |                        |
| 2008         | オリンピック           | 北京               | 400m個人メドレー    | 4位          | 4分12秒16    |              |                        |
| 2009         | 地中海競技大会         | ペスカーラ         | 200m個人メドレー    | 銅メダル     | 2分01秒13    |              |                        |
| 2009         | 世界選手権             | ローマ             | 200m個人メドレー    | 準決勝10位   | 1分58秒33    |              | イタリア記録           |
| 2009         | 世界選手権             | ローマ             | 400m個人メドレー    | 予選10位     | 4分14秒56    |              |                        |

## 自己ベスト
世界水泳連盟のウェブサイト参照
| 種目             | 記録      | 日付           | 大会                 | 場所       | 備考           |
| 長水路           | 長水路    | 長水路         | 長水路               | 長水路     | 長水路         |
| ---------------- | --------- | -------------- | -------------------- | ---------- | -------------- |
| 200m個人メドレー | 1分58秒33 | 2009年7月29日  | 世界選手権           | ローマ     | 元イタリア記録 |
| 400m個人メドレー | 4分10秒68 | 2008年8月9日   | オリンピック         | 北京       |                |
| 短水路           |           |                |                      |            |                |
| 200mバタフライ   | 1分55秒46 | 2005年11月26日 | イタリア短水路選手権 | トリエステ | 元イタリア記録 |
| 200m個人メドレー | 1分55秒55 | 2005年11月26日 | イタリア短水路選手権 | トリエステ | 元イタリア記録 |
| 400m個人メドレー | 4分06秒37 | 2004年1月17日  | ワールドカップ       | ベルリン   | 元イタリア記録 |